# Cooperativa Altavoz
La Cooperativa Altavoz es la primera cooperativa en España gestionada por personas con discapacidad intelectual y especializada en accesibilidad cognitiva. Fue fundada en marzo de 2013 por tres personas con discapacidad intelectual que, tras participar en cursos de formación de la Universidad Autónoma de Madrid, se asociaron en este proyecto. En la creación, también participó otra persona sin discapacidad intelectual y la cooperativa, además, recibió el impulso de Plena Inclusión.
Uno de los servicios prestados por la cooperativa es el de la evaluación de la accesibilidad cognitiva de espacios, es decir, examinar por ejemplo si las actividades o servicios más comunes son fáciles de entender y si es fácil moverse por el espacio gracias a la disposición del mismo, cartelería, etc. La cooperativa ha evaluado espacios como oficinas bancarias, hoteles y museos y entrevistado a clientela o usuarias y usuarios. Con toda la información, elabora un informe detallado y se proporcionan propuestas para mejorar la accesibilidad cognitiva.
Otra especialidad de Altavoz es la adaptación de contenidos a lectura fácil. Entre sus trabajos, destaca la adaptación de mensajes políticos de las Elecciones Europeas de 2014. También ha participado en la adaptación de temarios para oposiciones de empleo público dirigidas a personas con discapacidad intelectual. La cooperativa, a su vez, imparte formación de lectura fácil y formación en derechos a entidades y personas con discapacidad intelectual o del desarrollo.
La cooperativa ha participado en iniciativas de teatro accesible como proyecto "Teatro accesible", aportando en 2016, en su segunda edición, la oferta de obras adaptadas para la accesibilidad cognitiva. Las obras adaptadas fueron "La Plaza del Diamante", "Lluvia constante" y "Los vecinos de arriba". La cooperativa también ha adaptado libros del proyecto 'Léelo fácil' y textos de la exposición 'Antifaz'.

## Reconocimientos
- 2014. Premio esLaIniciativa de la Fundación Empresa y Sociedad.[10]
- 2014. Premio Premio Por Talento al emprendedor con discapacidad de la revista 'Emprendedores'.[11]
- 2015. Premio Capital Radio del Tercer Sector.[12][13]
- 2015. Premio CERMI al proyecto "Léelo fácil".[14]